# BAKUDAN
『BAKUDAN』（ばくだん）は、宮下あきらによる日本の漫画作品。

## 概要
1990年代中期に『週刊少年ジャンプ』で連載され、悪い意味で伝説となったボクシング漫画である。
宮下あきらは『魁!!男塾』が大ヒット、長期連載となったが、続く『瑪羅門の家族』は人気が低迷し、打ち切りとなった（後に酒鬼薔薇事件（神戸連続児童殺傷事件）で犯人がメッセージを引用したことによって、作品自体は有名になった）。
宮下の師匠である本宮ひろ志も1980年代半ばに『ばくだん』という作品を連載しており（こちらも打ち切りとなっている）、同音のタイトルで連載に挑んだあたり、宮下の意気込みが感じられる。
日本一の極道を目指していた不良少年・瀑 僚介（）が、地上げのために訪れたボクシングジムで才能を見出されて、日本人初のヘビー級チャンピオンを目指す物語である。
本作の連載がスタートした1994年当時の『週刊少年ジャンプ』は、不良漫画ががブームになっていたと言える。『ろくでなしBLUES』（森田まさのり）、『BØY』（梅澤春人）は安定した高い人気にあり、『ジョジョの奇妙な冒険』は第4部『ダイヤモンドは砕けない』で不良要素が多めの展開であった。本作の序盤も宮下が得意としていた極道漫画の展開となっている。傷害（）、殺人未遂（）、刑期（）、麦飯（）といったその筋の「業界用語」も満載であった。そんな極道漫画へ、ボクシング漫画不朽の名作である『あしたのジョー』のエッセンスを加えたのが本作である。

## 物語展開
宮下あきらは、連載にあたってラスベガスへの取材なども慣行しているが、コミックス1巻の作者コメントには「俺は、ボクシングのことをあまり知りませんが」と堂々と告白している。ボクシングの細かいルールやボクシング戦術などには一切触れずに、ド迫力のみで押し切る試合描写に割り切っている点は宮下らしいとも言える。
しかしながら、主人公・瀑僚介がボクシングに取り組み始めるのは12話からで、スズメバチを用いた漫画的な特訓を経てプロテストに合格するのが16話。次の17話が最終回となる。なお、16話の扉頁には宮下自身も登場しており、瀑の「なんだ この爆弾は不発弾てか」というイジりに「じゃかあしい 爆弾は落ちるモンなんだ」とキレ気味に返す自虐的なコントを描いている。

### 最終話
最終17話は、主人公・瀑僚介がプロデビューしてから4戦を1コマずつで紹介している。瀑のライバルとの対戦も1ページのみで一撃で倒している上に、序盤で登場していたライバルに「覚えている読者の方はおられるだろうか!?」という注釈まで入る。
日本王者になったあと、瀑はあっさりと世界戦に挑戦することになるが、試合に関する描写は一切ないまま、瀑が世界チャンピオンになったことを示唆して終了である。
『週刊少年ジャンプ』掲載時には最後の見開き2ページに宮下が描いてきた作品の歴代主要キャラが集合し、「宮下あきらはこれからも、本物の男達を描き続けます!!」のメッセージで締めくくられている。なお、「次の作品で、また会おうぜ!!」のメッセージもあったが、宮下の漫画作品が『週刊少年ジャンプ』に掲載されたのは本作が最後であった（2017年時点）。